# Maclíes

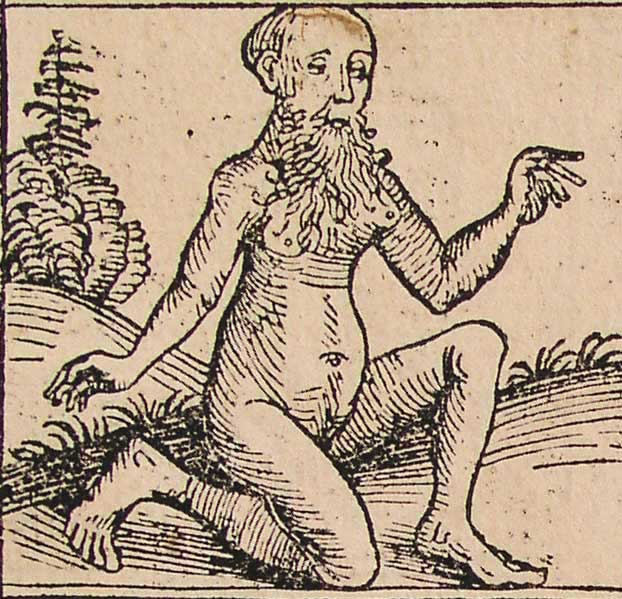
Crónicas de Nuremberg - Gente extraña - Andrógino II (XIIV).

Los maclíes eran un antiguo pueblo libio.

## En las fuentes antiguas
Según Heródoto, los maclíes colindaban con los auseos, otro pueblo libio, separándose por un río o lago llamado Tritón. Se distinguían por llevar el cabello largo hacia atrás, mientras que los auseos lo llevaban hacia delante. Ambos pueblos tenían un tradición de mujeres guerreras y celebraban un festival marcial en honor a Atenea (probablemente alguna diosa local identificada con Atenea). En él, se formaban dos bandas de doncellas y se las ponía a combatir usando varas y piedras, y toda víctima mortal de la contienda era despreciada y tildada de falsa virgen. Por el contrario, aquella que los jueces de la competición designaran como mejor guerrera era vestida de armadura, subida a un carro de guerra y paseada en triunfo alrededor del Tritón. Heródoto continúa refiriendo que estos pueblos celebraban grandes orgías públicas y que por ello no tenían otro modo de reconocer a padres e hijos más que por el parecido físico. También dice que conocían el loto de los lotófagos.
Probablemente inspirado por estas características, Plinio el Viejo afirma que eran hermafroditas, llegando a decir que tenían el pecho izquierdo como el de una mujer y el derecho como la tetilla de un hombre.